# Канонерские лодки типа «Морж»
Канонерские лодки типа «Морж» — серия из трёх парусно-винтовых мореходных канонерских лодок, построенных в 1859—1865 годах для Сибирской флотилии Российского императорского флота.
Лодки были созданы для действия в открытых морях бассейна Тихого океана. Всего были построены три лодки: «Морж», «Соболь» и «Горностай».

## Строительство и испытания
2 марта 1859 года с представления графа Е. В. Путятина было принято решение о заказе за границей трёх кораблей, в том числе канонерской лодки. По контракту от 23 октября 1859 года постройка одного из корпусов была заказана французской частной верфи в Гавре Chantiers & Atellers Augustin Normand. Наблюдающим за строительством был назначен корабельный инженер прапорщик X. В. Прохоров. О. Норман обязался подготовить лодку к спуску на воду не позднее 1 июля 1860 года. Общая стоимость корпуса равнялась 105 566 рублям. 22 сентября 1859 года был подписан контракт с английским заводом «Моделей и Фильд» на изготовление котлов, паровой машины, а также проведения окончательной отделки канонерки и подготовки её к переходу на Дальний Восток России. Наблюдающим в Англии назначен лейтенант А. А. Пещуров.  Стоимость механизмов составила 32 480 рублей.
Лодка заложена 27 декабря 1859 года. Спущена на воду 1 июля 1860 года. 10 августа лодка была введена в Ост-Индские доки для отделочных работ. В январе 1861 года были проведены ходовые испытания, завершившиеся успехом. 7 января 1861 года на мерной миле «Морж» развил скорость хода в 9,8 узла при давлении пара 4 атм и индикаторной мощности машины 392 л. с. (148 об/мин). 24 января 1861 года в Морском министерстве Российской империи был утверждён новый штатный состав Сибирской военной флотилии — его основу должны были составлять 20 канонерских лодок, в том числе десять типа «Морж». 29 ноября 1861 года Адмиралтеиств-совет утвердил заказ на строительство двух лодок типа «Морж» на Бьёрнеборгской частной верфи. Контракт был подписан 22 декабря 1861 года, по нему верфь обязывалась выстроить два корпуса и спустить их на воду не позднее 1 мая 1863 года. Установка паровых машин, котлов и подготовка к предстоящему плаванию были произведены в Кронштадте. 24 февраля 1862 года строящимся лодкам дали названия «Соболь» и «Горностай». Церемония официальной закладки прошла 10 октября 1862 года, хотя работы начались ещё с 20 августа. За постройку взялся финский инженер Л. Кальстрём, наблюдать за строительством назначен корабельный инженер капитан Н. И. Базанов. 27 апреля 1863 года состоялся спуск на воду, после чего они перешли в Кронштадт. Постройка каждого корпуса обошлась казне в 82 334 рубля. С 18 июня начались отделочные работы, обшивка медью и установка главных механизмов под руководством корабельного инженера капитана Н. И. Базанова, для чего лодки ввели в Николаевский док. Стоимость одного комплекта механизмов составила 37 458 руб. 9 августа лодки вывели из дока. Швартовые испытания прошли осенью 1863 года, а ходовые испытания начались с началом кампании 1864 года и продолжались всё лето. В казну обе лодки приняли 26 июня 1864 года. 3 августа на мерной миле «Соболь» показал среднюю скорость в 8,25 узла при мощности машины 192 л. с. и давлении пара 1,25 атмосферы. После прохождения испытаний все канонерские лодки были направлены на Дальний Восток России.

## Представители проекта
| Название  | Место постройки | Дата ввода в строй | Дата вывода из строя |
| --------- | --------------- | ------------------ | -------------------- |
| Морж      | Франция         | январь 1861        | 3 мая 1892           |
| Соболь    | Финляндия       | 3 августа 1865     | 3 мая 1892           |
| Горностай | Финляндия       | 3 августа 1865     | 19 декабря 1893      |

## Конструкция

### Корпус
Лодки имели деревянный корпус. Водоизмещение 456,7 тонн. Длина по ватерлинии 47 метров. Наибольшая ширина 7 метров. Средняя осадка лодки «Морж» составила 2,45 метра. Средняя осадка «Соболя» и «Горностая» без вооружения составляла 1,6 метра, но при балласте в 3,2 тонны на каждом.
Корпус был набран из дуба со связями (ридерсами) под углом 45° и усилен внешними железными ридерсами. Железные кницы и бимсы располагались над котлами и у винтового колодца. Внутренняя обшивка шла в направлении противоположном ридерсам и была из дубовых досок толщиной от 45 до 51 мм. Наружная обшивка (83—127 мм) набиралась на «Морже» из ильма и тика, а на «Соболе» и «Горностае» только из тика. Набор и обшивка скреплялись нагелями из акации. В подводной части использовали медные болты и гвозди, а в надводной железные. Подводная часть обшивалась медными листами. Из бронзы изготавливались: часть киля в корме, ахтерштевень и перо руля; из жёлтой меди: кнехты, планки, решётки над световыми люками машинного отделения и кают-компании; из чугуна: клюзы. В бортах носовой и кормовой частей были по восемь иллюминаторов. На других лодках, в отличие от «Моржа» было увеличено число шпигатов на верхней палубе и увеличенная до 356 мм высота комингсов машинных люков. Для настила верхней палубы «Моржа» был использован тик, а для «Соболя» и «Горностая» — сосна. 3 ноября 1865 года по предложению командира «Горностая» лейтенанта К. Ф. Литке кораблестроительный технический комитет (КТК) одобрил ряд действий по изменению дифферента и разгрузке лодок: уменьшили высоту рундуков в кубрике, переместили ростры и бомбовый погреб в корму и оба крамбола также сместили в корму. В 1877 году в Шанхае тимберован «Соболь». В 1881—1882 годах «Горностай» прошёл ремонт в Нагасаки и перестройку юта во Владивостоке.

### Движитель и главные механизмы

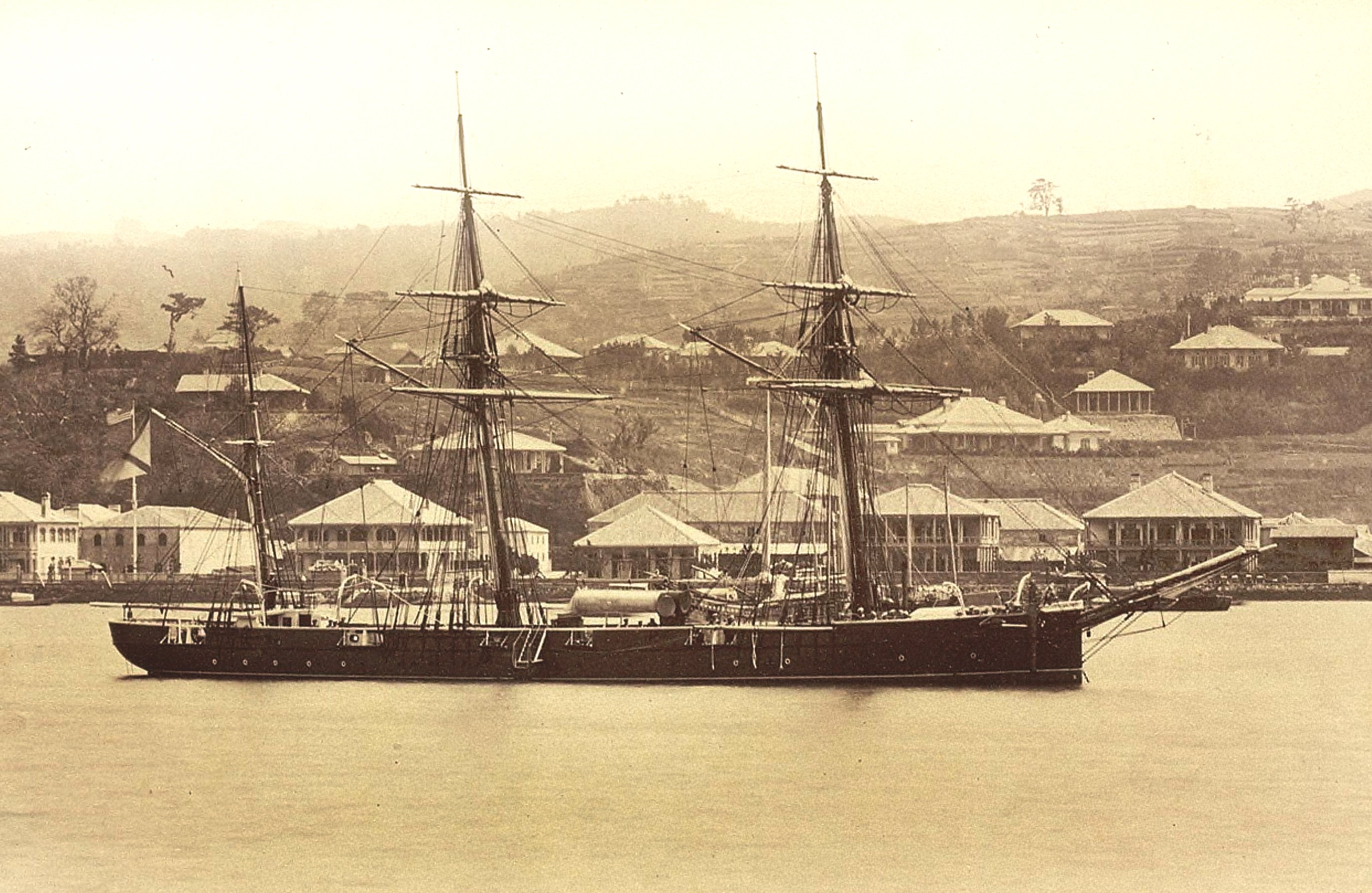
«Горностай», видна дымовая труба уложенная на палубу

Парусное вооружение на всех лодках — трёхмачтовый барк (в разных источниках шхуна / галет). Фок- и бизань-мачты на «Соболе» и «Горностае» были укорочены на 1,2 метра, по сравнению с «Моржом».
На «Морже» установили двухцилиндровую паровую машину высокого давления. Диаметр цилиндров и ход поршня были одинаковые и равнялись 457 мм. Пар вырабатывался тремя котлами длиной 4900 мм и диаметром 1400 мм, общая поверхность нагрева составляла 125,2 м² Машина через гребной вал диаметром 127 мм приводила во вращение двухлопастной винт диаметром 1450 мм, шаг винта составлял 2440 мм. Подъём и спуск винта осуществлялся вручную с помощью щипцов, закладывавшихся в отверстие лопасти. Дым выводился через одну опускаемую на палубу трубу диаметром 700 мм.
По проекту на лодках «Соболь» и «Горностай» устанавливались машины низкого давления с охлаждением паров производства Кронштадтского пароходного завода нарицательной мощностью 80 л. с., с тремя огнетрубными котлами каждая. Их спроектировал главный инженер-механик Балтийского флота Ламберт. Главные механизмы (машина и котлы) отделялись от смежных помещений двумя деревянными переборками толщиной по 64 мм. Скорость под парами достигала 9,8 узла. Дальность плавания под парами экономическим ходом по запасам угля составляла 1080 морских миль. В 1869 году на «Морже» были заменены котлы; в 1871 году — на «Горностае»; а в 1875 году и 1880 году — на «Соболе».
Перо руля снабжалось двумя железными румпелями, нижний из которых был соединен со штурвалом штуртросами.

### Вооружение
При проектировании артиллерийское вооружение составляли: два 203-мм бомбических орудия на поворотных платформах и четыре 164-мм короткие гладкоствольные пушки (30-фунтовые).
В кампанию 1864 года на вооружении находились: две 196-мм пушки (60-фунтовые № 1) на поворотных платформах и четыре «десантных» 87-мм нарезных медных орудия, но на головном корабле для опытной эксплуатации вместо одной 196-мм пушки установили нарезную пушку системы Армстронга, которую пришлось сдать в порт по приходе в Николаевск ввиду её непригодности к использованию. В 1880 году 196-мм пушки были заменены 152-мм стальными орудиями, при оставлении без изменения 87-мм орудий — «Морж» так и оставался с одним орудием главного калибра. В 1885 году на «Морж» дополнительно были установлены два 107-мм нарезных и два 42-мм скорострельных орудия системы Энгстрема. В этом же году и «Горностай» получил два 42-мм скорострельных орудия системы Энгстрема.

### Команда
Команда канонерских лодок состояла из 88—90 моряков, из которых 5—7 офицеров.

## Переход на ДВ и служба

### Переход

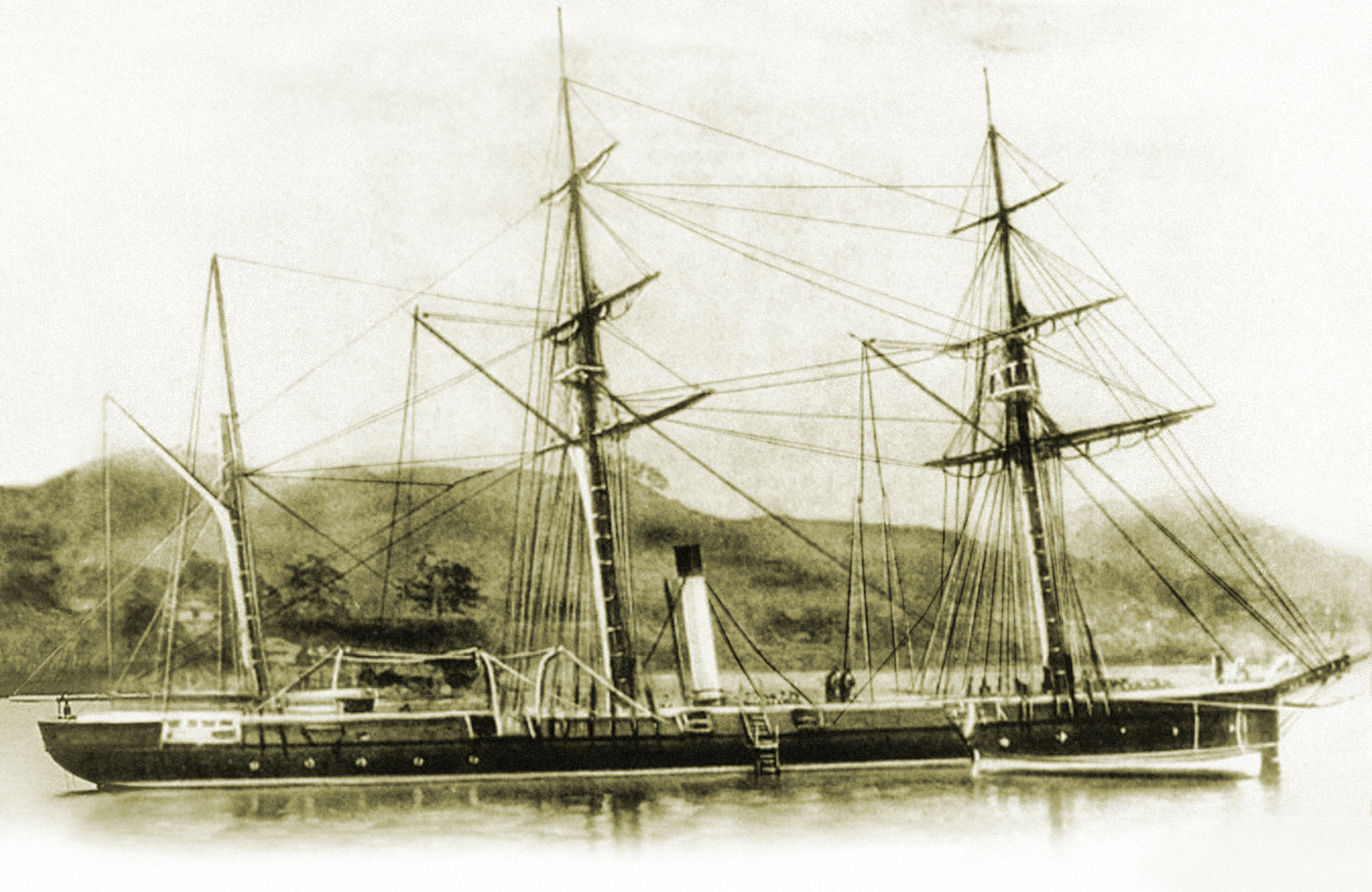
«Соболь»

После ввода в строй, лодки своим ходом перешли на Дальний Восток России, обогнув мыс Горн. Первым к берегам Тихого океана отправился «Морж». Он вышел из английского Фалмута под командованием капитан-лейтенанта А. Е. Кроуна 11 февраля 1861 года. Во время перехода лодка пережила несколько штормов и пожар в котельном отделении. 24 мая 1862 года прибыла в Николаевск. Следующим отправился 4 августа 1865 года «Соболь» под командованием капитан-лейтенанта П. П. Пилкина. Он вышел из Кронштадта и пришёл во Владивосток 8 июня 1866 года. 12 августа 1866 года и «Горностай» под командованием лейтенанта К. Ф. Литке покинул Кронштадт, в Николаевск он пришёл 5 августа 1867 года.

### Служба
Войдя в состав Сибирской военной флотилии «Морж», «Горностай» и «Соболь», крейсировали у берегов Восточной Сибири, несли стационерную службу в портах Китая и Японии, использовались как посыльные и гидрографические суда. В кампанию 1885 года «Горностай» был включён в состав Тихоокеанской эскадры. «Морж» и «Соболь», как устаревшие суда, были исключены из списков Сибирской флотилии 3 мая 1892 года. «Горностай» исключили 19 декабря 1893 года. Лодки несли службу на протяжении более 30 лет.

## Оценка проекта
Во время эксплуатации лодки показали достаточную остойчивость и легко всходили на волну, бортовая качка была плавной. Но в некоторых условиях сильные удары волн приходились в корму. По мнению офицеров, служивших на этих лодках «эти корабли не обладали всеми качествами парусного судна из-за малой осадки, плоскодонности и смещения центра парусности в корму: в бейдевинд имели большой дрейф и скорость не более 6 уз, при попутном ветре под парусами достигали не более 9 узлов».

Морские канонерские лодки типа «Морж» положили начало отдельному подклассу канонерских лодок русского флота; в их создании отражались новые тенденции развития кораблестроения. Технические достижения тех лет позволили построить многоцелевые мореходные корабли с небольшой осадкой и достаточно сильным вооружением. Эти качества имели особое значение в условиях большой протяженности морских границ, мелководности прибрежных районов. Немаловажен и факт сравнительной дешевизны их постройки, который в условиях постоянной нехватки средств подчас выдвигался в число первостепенных. Именно по этим причинам морские канонерские лодки получили в дальнейшем большое развитие— Грибовский В. Ю.
.

## Память
Две бухты Уссурийского залива в черте Владивостока носят имена канонерских лодок проекта «Морж»:
- бухта Соболь
- бухта Горностай